# SEMG2
SEMG2‏ (Semenogelin 2) هوَ بروتين يُشَفر بواسطة جين SEMG2 في الإنسان.